# 우장산
우장산(雨裝山)은 대한민국 서울특별시 강서구에 있는 산이다. 예전 기우제를 지내던 산으로, 기우제를 마치는 날에는 반드시 비가 와서 모두 우장을 준비하였다는 데서 유래된 이름이다. 높이는 해발 99m로 검지산(劍支山), 원당산(元堂山)이라고 불리고 있으며 화곡동의 진산(鎭山)으로 알려져 있다.

## 위치
총면적 356,000m2이다. 우장산(98.9m)을 중심으로 꾸며진 공원으로 공원 안에 강서구민회관과 시립청소년직업훈련원·정수기능대학 등의 시설이 들어서 있다. 체육시설로는 축구장이 있으며, 약수터와 산책로를 갖추고 있다. 지하철 5호선 우장산역에서 내려 걸어서 10분 거리에 있다.

## 전해오는 이야기
『대동여지도』의 증산에 해당하는 매봉산 서북쪽으로 화곡동의 진산이다. 두 개의 봉우리로 형성되어 있는데, 북쪽 산을 검두산(鈐頭山) · 검덕산(鈐德山) · 검지산(劍支山) · 검둥뫼 라고 부르고, 남쪽 산은 원당산(元堂山) · 남산이라 부른다.
검두산과 원당산에서 기우제를 지내면서부터 두 산을 합쳐 우장산이라고 부르게 되었다고 한다. 두 산에 기우제단을 차려놓고 천신께 기우제를 지낼 때 제주(祭主)가 세 번째 기우제를 지내는 날에는 언제나 소나기가 쏟아져 내리므로 이날 참가자 모두가 우장(雨裝)을 쓰고 산을 올라갔다는 전설에서 이름이 유래되었다.

## 주변환경
주변에 있는 우장산길은 강서로에서 우장산공원을 거쳐 화곡로에 이르는 길이 1,240m, 너비 12m의 2차선 도로이다. 우장산길의 이름은 이 길이 우장산을 가로지르는 데서 비롯되었다. 1997년 5월 6일에 처음으로 이름 붙여졌다.
주변에 강서구립 우장산숲속도서관이 있으며 우장산공원·까치산·배다리공원·신트리공원 등이 있어 시민들에게 휴식공간을 제공하고, 문화재로는 함양여씨 묘역(서울유형문화재 80)이 있다.
특히 우장산공원은 근린공원으로 숲과 체육시설, 예술공간이 어우러져 있는 공원으로 1988년 개원하였다. 우장공원이라고도 불리며, 청소년직업훈련원, 강서구민회관, 테니스장, 축구장, 트림코스장, 공항정, 야외무대, 조각의 거리 등 다양한 시설을 갖추고 있어 많은 시민들이 즐겨찾고 있다.

## 같이 보기
- 우장산역
- 우장산로
- 우현로